# Bill Delahunt

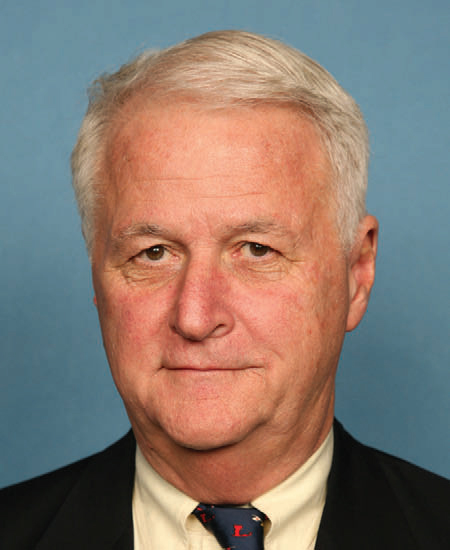
Bill Delahunt (2009)

William D. „Bill“ Delahunt (* 18. Juli 1941 in Quincy, Massachusetts; † 30. März 2024 ebenda) war ein US-amerikanischer Politiker (Demokratische Partei). Zwischen 1997 und 2011 vertrat er den Bundesstaat Massachusetts im US-Repräsentantenhaus.

## Werdegang
Bill Delahunt besuchte die Thayer Academy in Braintree und danach bis 1963 das Middlebury College in Vermont. Nach einem anschließenden Jurastudium an der Law School des Boston Colleges und seiner Zulassung als Rechtsanwalt begann er in diesem Beruf zu arbeiten. Zwischen 1963 und 1971 gehörte er der Reserve der US-Küstenwache an. Gleichzeitig schlug er als Mitglied der Demokratischen Partei eine politische Laufbahn ein. Zwischen 1973 und 1975 war er Abgeordneter im Repräsentantenhaus von Massachusetts. Von 1975 bis 1996 fungierte er als Bezirksstaatsanwalt im Norfolk County.
Bei den Kongresswahlen des Jahres 1996 wurde Delahunt im zehnten Wahlbezirk von Massachusetts in das US-Repräsentantenhaus in Washington, D.C. gewählt, wo er am 3. Januar 1997 die Nachfolge von Gerry Studds antrat. Nach sechs Wiederwahlen konnte er bis zum 3. Januar 2011 sieben Legislaturperioden im Kongress absolvieren. In seine Zeit als Kongressabgeordneter fielen die Terroranschläge am 11. September 2001, der Irakkrieg und der Militäreinsatz in Afghanistan. Er war Mitglied im Auswärtigen Ausschuss und im Justizausschuss sowie in insgesamt fünf Unterausschüssen. Außerdem gehörte er drei Congressional Caucuses an. Im Jahr 2010 verzichtete er auf eine erneute Kandidatur.
Nach dem Ende seiner Zeit im US-Repräsentantenhaus gründete Delahunt die Beraterfirmengruppe Delahunt Group. Außerdem war er als Lobbyist tätig. Er war geschieden und hatte zwei erwachsene Kinder.